# 天使のくちびる
「天使のくちびる」（てんしのくちびる）は、1975年8月にリリースされた桜田淳子の12枚目のシングルである。

## 解説
- 神保美喜が、桜田自身も芸能界デビューのきっかけとなったオーディション番組『スター誕生!』（日本テレビ系）のテレビ予選と決戦大会で歌唱している。
- シングル盤の初回プレスとセカンドプレス以降ではイントロ等に使われている楽器（オカリナ・縦笛のような音、と12弦ギター）が違うなど差異がある。紙ジャケット復刻盤CD『わたしの素顔』にその両方が収録されている。

## 収録曲
- 全曲作詞：阿久悠／作曲：森田公一／編曲：竜崎孝路

1. 天使のくちびる (3分9秒)
2. 叱られてから (2分47秒)